# اریک کاریتو
اریک کاریتو (فرانسوی: Éric Caritoux‎؛ زادهٔ ۱۶ اوت ۱۹۶۰) دوچرخه‌سوار اهل فرانسه است.